# Razová
Razová là một làng thuộc huyện Bruntál, vùng Moravskoslezský, Cộng hòa Séc.